# Szent Piroska
Szent Piroska (Prisca, 1088–1134. augusztus 13.) Árpád-házi magyar királylány, Szent László (1046–1095) magyar király és Adelhaid rheinfeldi hercegnő (?–1090) elsőszülött leánya Komnénosz II. János bizánci császár felesége. Bizáncban Eiréne néven ismerték, és kegyes élete miatt halála után szentté avatták.

## Élete
Piroska (Prisca) mindössze kétesztendős volt, amikor anyja, Adelhaid meghalt, majd 1095. július 29-én apját is elveszítette. A hétesztendősen teljes árvaságra jutott hercegnő 1095-től évekig unokabátyja, Könyves Kálmán udvarában élt. 16 évesen nehéz lépésre kényszerítette az ország érdeke: 1104-ben (vagy 1105-ben) eljegyezték a bizánci trónörökössel, Komnenosz II. Jánossal, akivel 1105–1106 fordulóján össze is házasodott. A házasság megkötéséhez Piroskának át kellett térnie az ortodox vallásra, amelyben az Eiréne (Irén) nevet kapta. Házasságából nyolc gyermek származott:
- Komnenosz Alexiosz (1106–1142): társcsászár (1122–1142)
- Komnena Mária (1106–1144/51)
- Komnenosz Andronikosz (1108–1142)
- Komnena Anna (1110–?)

- Komnenosz Izsák (1115–1154)
- Komnena Theodora (1116–?)

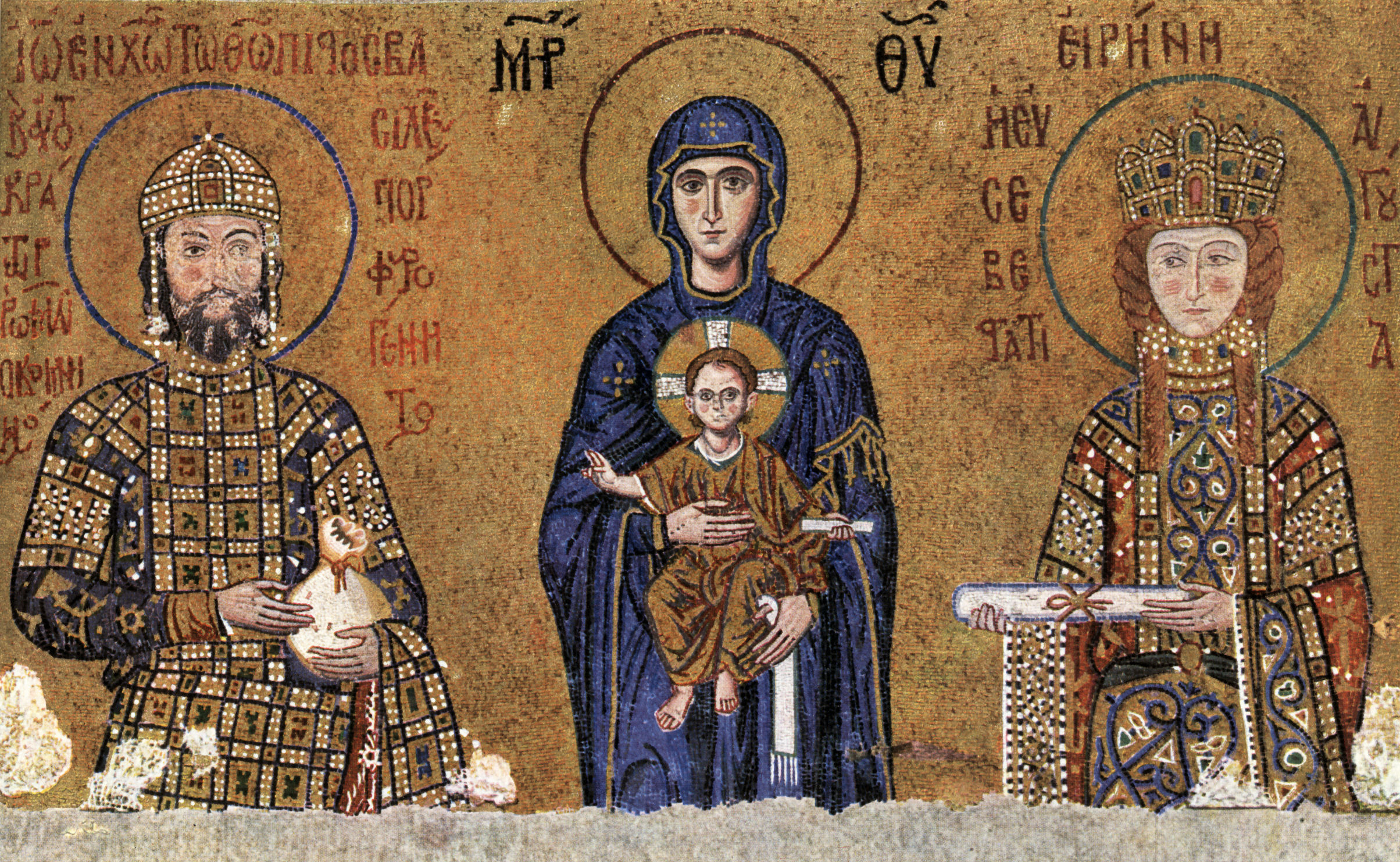
Szent Piroska (Eiréne) férjével, Komnénosz II. János császárral. Középen a Kisded Jézust tartó Madonna (mozaik, Hagia Szophia)

- Komnenosz Mánuel (1118–1180): I. Manuél néven bizánci császár (1143–1180)
- Komnena Eudokia (1119–?)[2]

Piroska a bizánci udvarban sűrűn fogadott szentföldi zarándokokat, küldötteket Magyarországról, soha nem fordított hátat hazájának, többször közvetített a Magyar Királyság és a Bizánci Birodalom között. Ő alapította Bizánc (Konstantinápoly) egyik legfőbb kolostorát, a Pantokrátor-kolostort és a vele egybeépített 50 ágyas kórházat. (Igaz, az épületegyüttest csak két évvel halála után, 1136-ban szentelték fel.) Utóbbi a középkori Európa kórházainak építésekor mintául szolgált. Kisázsiában halt meg, amikor elkísérte férjét egyik hadjáratára.

## Emlékezete
Az ortodox egyházakban szentként tisztelik. Az ortodox liturgia szerint augusztus 13-án tartják emléknapját. Kultuszát a római és görögkatolikus egyház is átvette, ugyancsak szentjei közé sorolja. Mozaikképét a Hagia Szophia a mai napig őrzi.